# リチャード三世 (1955年の映画)
『リチャード三世』（Richard III ）は、ローレンス・オリヴィエ監督・脚本・製作・主演による1955年のイギリスの映画である。ウィリアム・シェイクスピアの同名の戯曲を原作としている。

## キャスト
- グロスター公リチャード：ローレンス・オリヴィエ
- レディ・アン：クレア・ブルーム
- バッキンガム公：ラルフ・リチャードソン
- イングランド王エドワード4世：セドリック・ハードウィック
- クラレンス公ジョージ：ジョン・ギールグッド
- リッチモンド伯：スタンリー・ベイカー

## 受賞とノミネート
| 映画祭・賞           | 部門           | 候補                   | 結果       |
| -------------------- | -------------- | ---------------------- | ---------- |
| アカデミー賞         | 主演男優賞     | ローレンス・オリヴィエ | ノミネート |
| 英国アカデミー賞     | 総合作品賞     |                        | 受賞       |
| 英国アカデミー賞     | 英国作品賞     |                        | 受賞       |
| 英国アカデミー賞     | 英国男優賞     | ローレンス・オリヴィエ | 受賞       |
| ゴールデングローブ賞 | 英語外国映画賞 |                        | 受賞       |
| ベルリン国際映画祭   | 銀熊賞         | ローレンス・オリヴィエ | 受賞       |